# エリアグループ
エリアグループ（Elia Group S.A. / N.V.）は、ベルギー・ブリュッセルに本拠を置き、ベルギーおよびドイツ東部の基幹送電網を管理する送電事業者。ユーロネクスト・ブリュッセル上場企業（Euronext: ELI ）。

## 沿革
エリアグループは、ベルギーの電力事業の民営化に伴い、2001年6月28日に設立、2002年9月、ベルギーの電力法に沿った送電事業者に指定を受けた。2005年、ユーロネクスト・ブリュッセルに株式を上場した。
2010年3月、スウェーデンのバッテンフォールの傘下にあったドイツの送電事業者の50Hertz Transmission GmbHを、オーストラリアの投資ファンドのIFM Investorsと共同で買収することに合意に達し。 同年5月に欧州委員会の承認を受けた。このため、ベルギーの基幹送電網に加えて、首都ベルリンを含む旧東ドイツ全域およびハンブルク周辺の基幹送電網を保有することになった。
グループの売上はドイツの送電事業（50Hertz Transmission）が約6割、ベルギーの送電事業（Elia Transmission）が約4割となっている。株式の約45％をベルギーの地方自治体が出資する協同組合会社のPubli-Tが保有している。

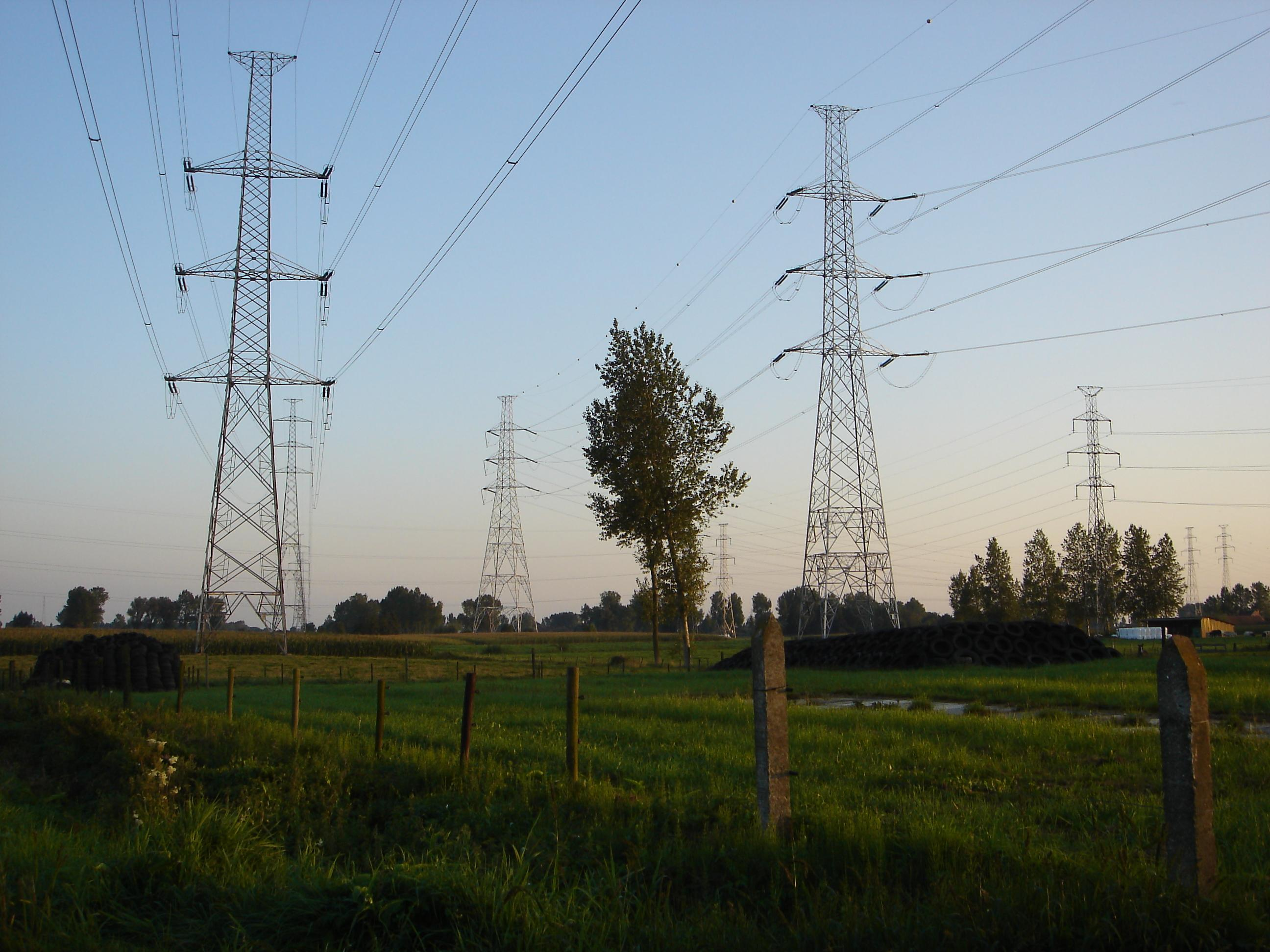
ベルギー・オースト＝フランデレン州・ステーンドルプ付近のエリアグループ保有の380KV送電線
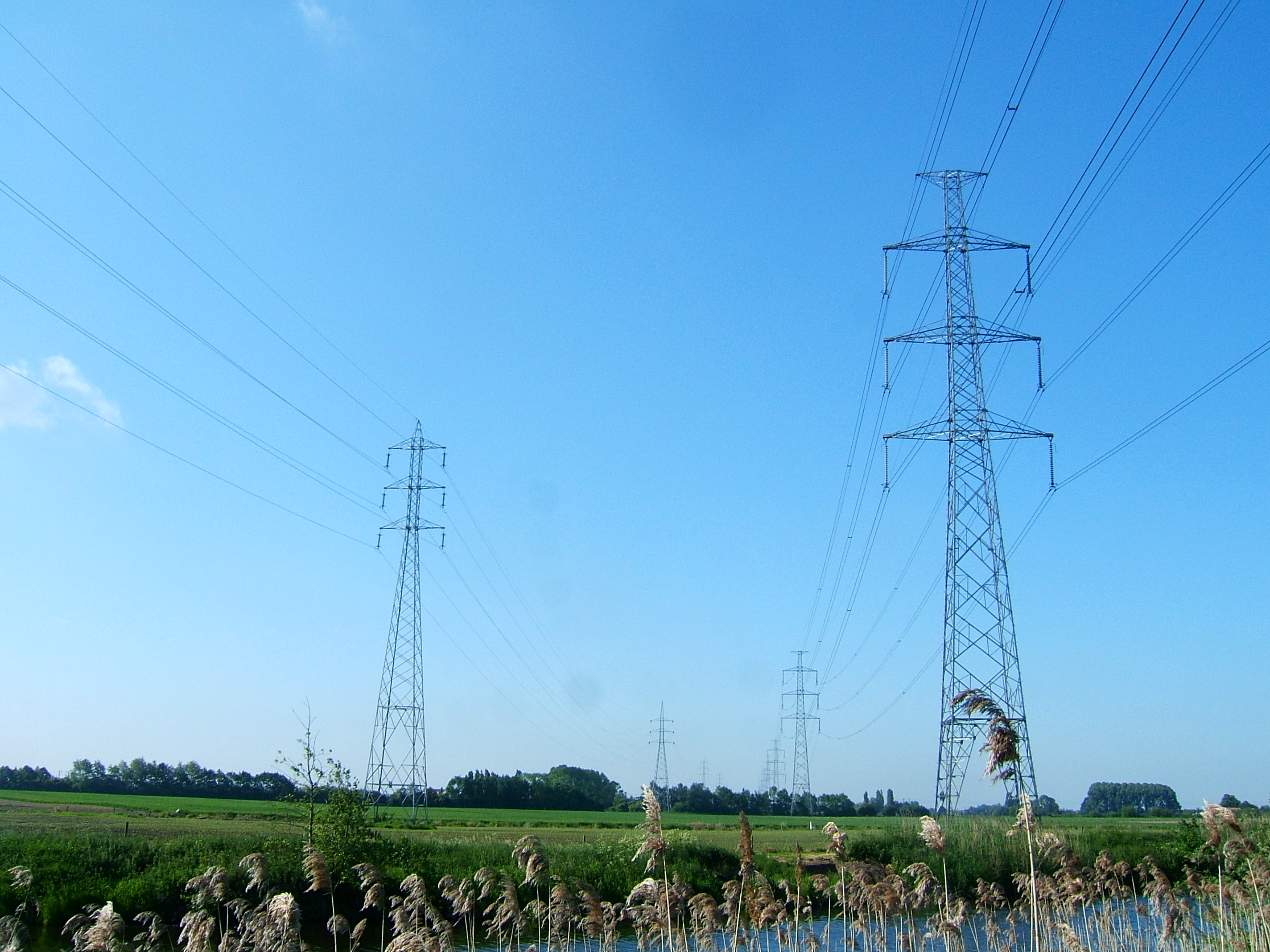
ベルギー・オースト＝フランデレン州・ダインゼ付近のエリアグループ保有の送電線。右が380KV送電線、左が150KV送電線
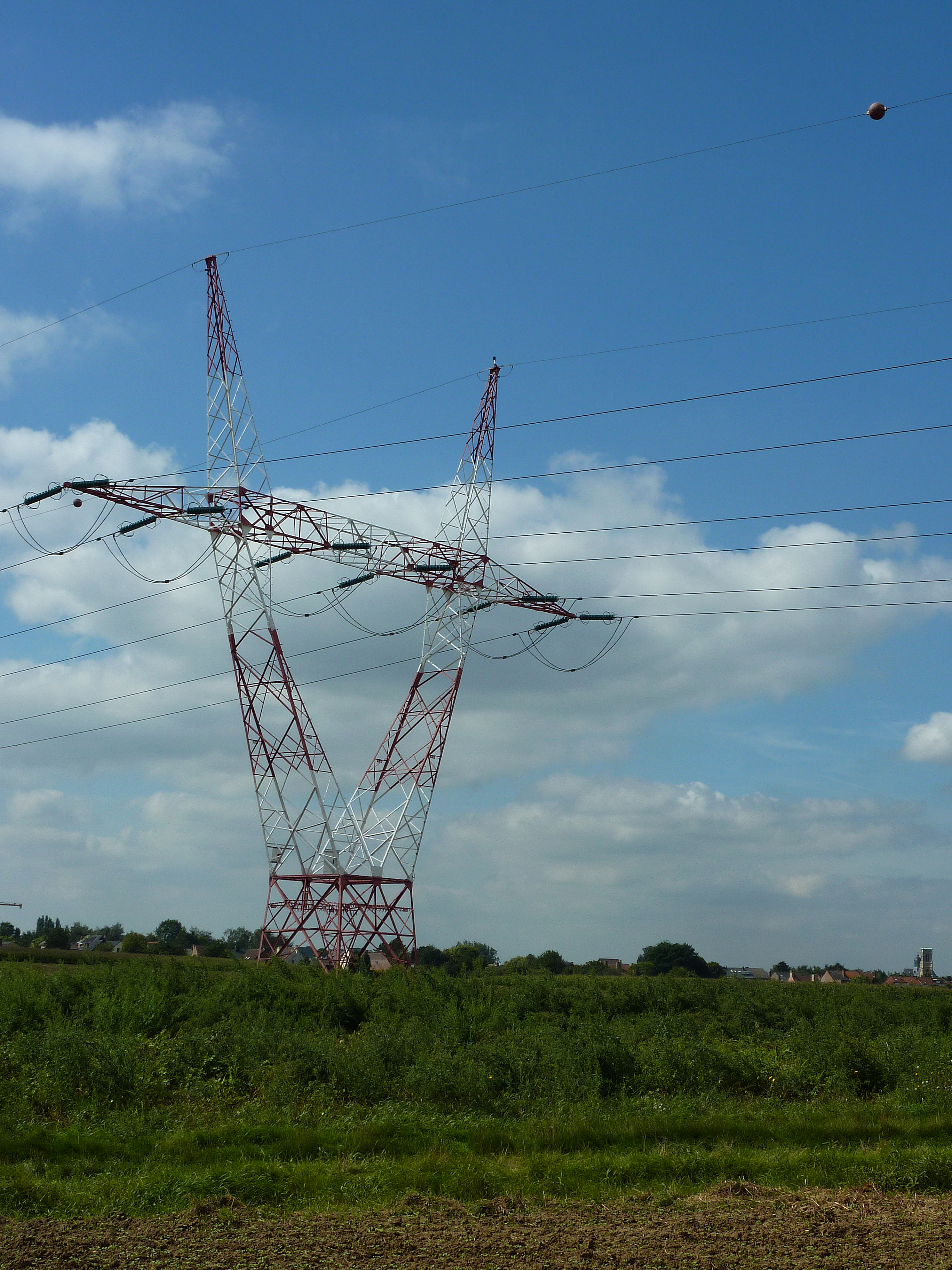
ベルギー・フラームス＝ブラバント州・グリムベルゲン付近のエリアグループ保有の150KV送電線
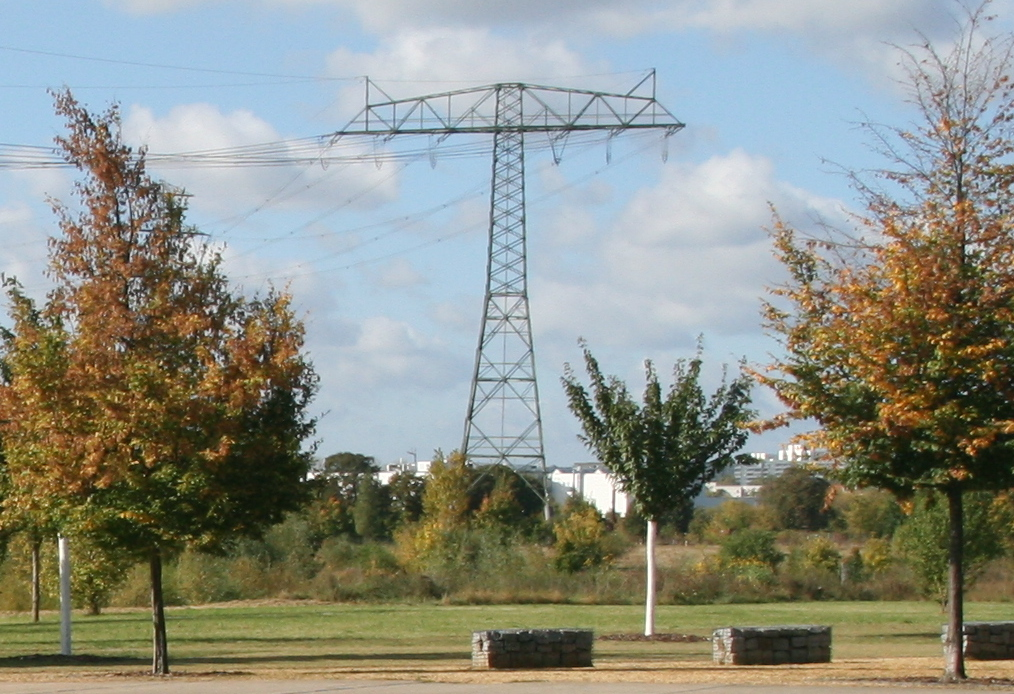
ドイツ・ベルリン近郊・ノイエンハーゲン・バイ・ベルリンのエリアグループ保有の380KV送電線
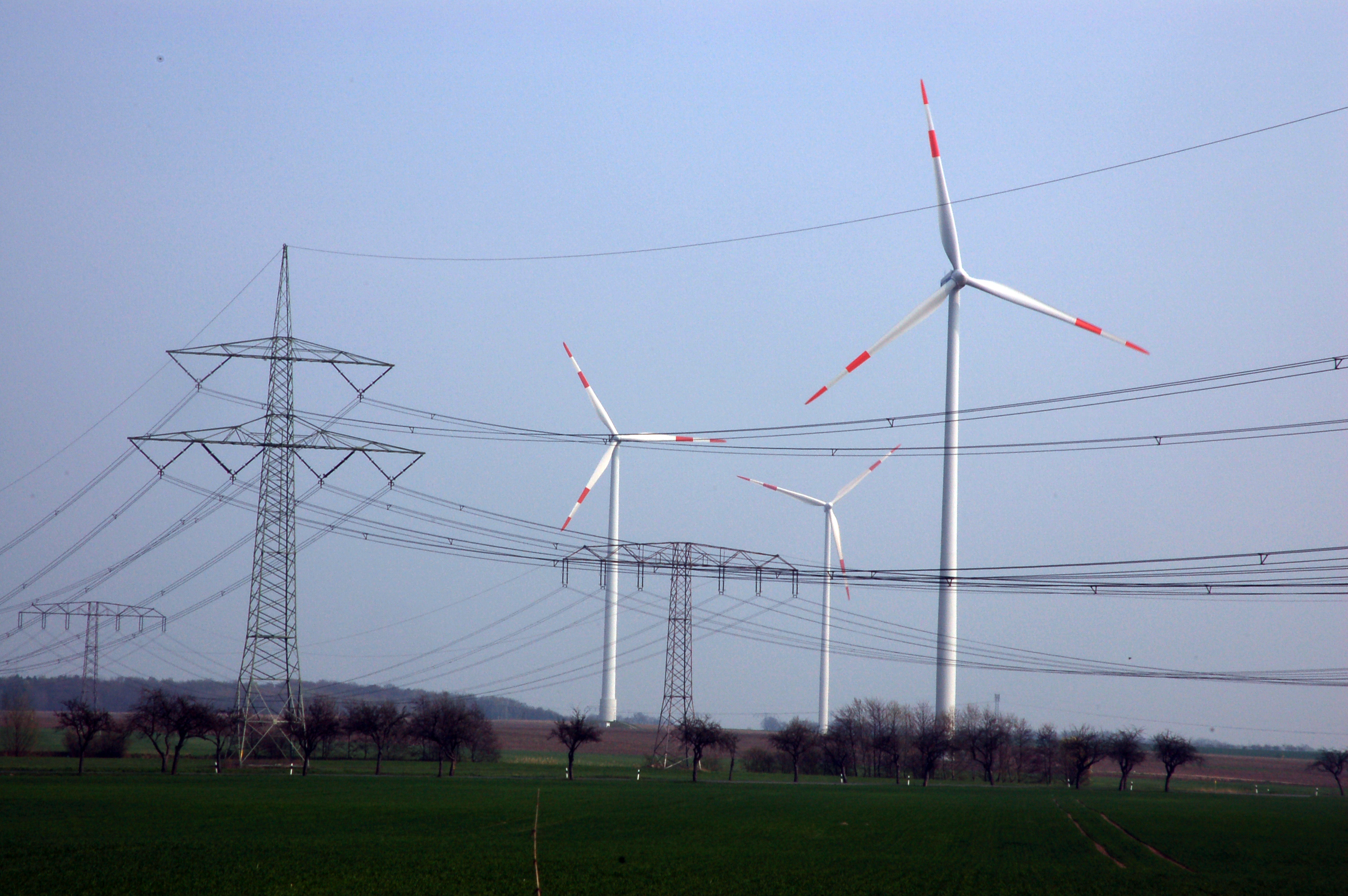
ドイツ・ブランデンブルク州・テンペルフェルデ付近のエリアグループ保有の送電線。左が380KV送電線、右が220KV送電線
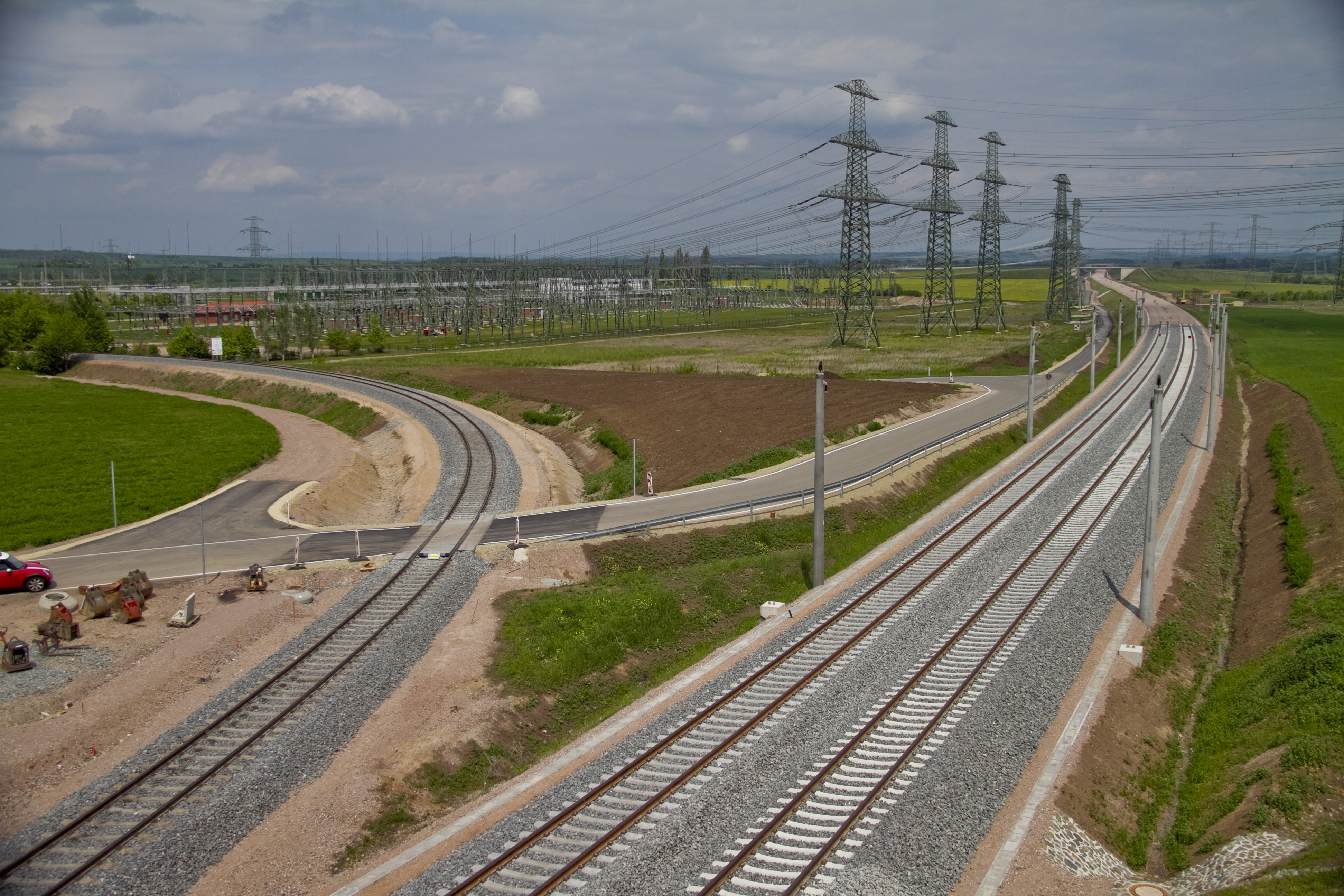
ドイツ・テューリンゲン州・エアフルト近郊のエリアグループ保有の380KV送電線および変電所

## イギリス・ベルギー間海底送電ケーブル事業
2015年3月、イギリスの送電事業者であるナショナル・グリッドと、ジョイントベンチャーのNemo Linkを設立、イングランド南東部のラムズゲートとベルギーのゼーブルージュを結ぶ国際連系線の建設が開始され、2019年1月に送電が開始された。
なお、日本の住友電気工業のグループ会社であるジェイ・パワーシステムズが高圧直流ケーブルを2015年6月に受注、完工させている。